# 斯卡萊維哈爾森山
斯卡萊維哈爾森山是南極洲的山峰，位於毛德皇后地的哈拉爾王子海岸，處於呂佐夫-霍爾姆灣東南岸，挪威製圖師根據該國探險隊拍攝的空中照片繪入地圖。
69°41′S 39°18′E / 69.683°S 39.300°E